# Cabiscol (càrrec)
El cabiscol era el mestre o responsable de l'ensenyament en les catedrals i els monestirs durant l'edat mitjana. Vers el segle x, les funcions del cabiscol o mestrescola se centraven més en l'organització de l'escola i l'administració dels seus béns, deixant l'ensenyament en mans dels gramàtics. Més endavant, el cabiscol seria l'encarregat de l'ensenyament d'humanitats i cant. Gerbert d'Orlhac va ocupar aquest càrrec a la catedral de Reims fins a l'any 989.